# Puritanisme
Puritanisme (af latin: puritas ≈ renhed) var en streng religiøs reformatorisk (calvinistisk) bevægelse i den angelsaksiske verden, som opstod i England omkring 1560 i utålmodighed over langsommeligheden med kirkens overgang fra katolicismen til reformationen, og som kulminerede i midten af 1600-tallet. Den minder om den pietistiske religiøse bevægelse på kontinentet i slutningen af 1600-tallet i Tyskland og i Norden.
Puritanismen, hvis leveregler skulle tjene til forsvar mod besættelse af dæmoner, lagde vægt på moralsk renhed, streng nøjsomhed i livsførelsen, flid og arbejdsomhed, afholdenhed fra verdslige fornøjelser som dans, kortspil o.lign., foragt for ydre pragt og underholdning, afskaffelse af julefesten (ikke anvist i Biblen), fængsling af dem, der privat fejrede jul, bøder til dem, der søgte teatret (skuespil anset for syndigt), osv.
Bevægelsens pedantiske strenghed og intolerante fordømmelse af anderledes troende bragte den med tiden i konflikt med den anglikanske kirke, og puritanere måtte herefter emigrere i stort antal til Amerika for at kunne udleve deres overbevisning i stadig strid med omgivelserne. Puritanismen er delvis videreført af de fredelige kvækere og Hamish.
Generelt bruges betegnelsen puritansk mest om dem, der dyrker en asketisk levevis eller en særlig snæversynet interesse eller ideologi, præget af nøje overholdelse af formalistiske normer, der ikke tåler nogen afvigelse, og med en eklatant mangel på forståelse for andres synspunkter og adfærdsmønster.